# 開膛手行動
37°52′N 127°44′E / 37.867°N 127.733°E
開膛手行動（英語：Operation Ripper），又稱第四次漢城戰役（Fourth Battle of Seoul），是韓戰期間由美國第8軍團指揮官馬修·李奇威將軍為聯合國實施的軍事行動。行動之目的是盡可能摧毀在漢城、漢城以東50英里（80）的洪川郡及再往南15英里（24）春川市之中國共產黨中國人民志願軍和朝鮮人民軍。另一個行動目的是使聯合國部隊推進至三八線以北。這次行動是在殺手行動後進行，殺手行動是聯合國為期8天的攻勢，於2月28日結束，迫使中国人民志愿军後撤至漢江以北。這次行動在1951年3月6日由美國第1軍和第9軍在漢城附近西部、第10軍和韓國第3軍在東部實施，以到達“愛達荷線”，這是1條在三八線以南韓國境內的弧線。

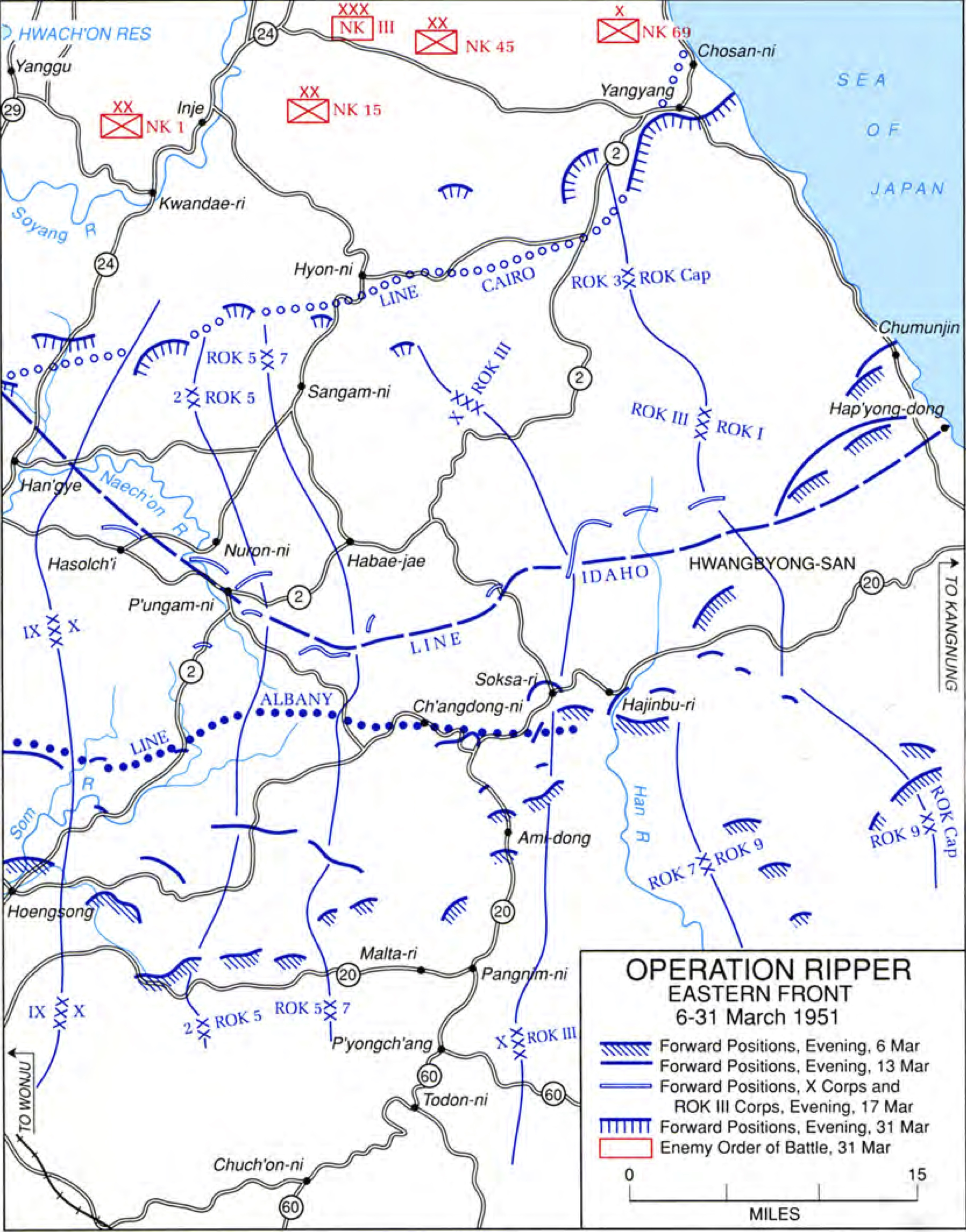
開膛手行動東線地圖

撕裂者行動由韓戰中最大規模的炮轟拉開了序幕。在中路，美軍第25步兵師快速渡過漢江，並建立了一個橋頭堡。再向東，第9軍在3月11日達到其第一階段目標。3天後，提前進行下一階段的行動。在3月14日晚上至15日，韓國第1步兵師和美軍第3步兵師占领漢城，標誌著1950年6月以來第4次易手。中国人民志愿军在聯合國在城市東部威脅並企圖包圍他們時被迫放棄該市。
繼奪回漢城後共產黨部隊向北撤退，進行巧妙的拖延行動，利用崎嶇，泥濘的地形以獲取最大的優勢，特別是在美國第10軍負責的山區。儘管有這些障礙，撕裂者行動在整個3月進行。在中部山區，美國第9軍和美國第10軍推進有條不紊，第9軍僅面對輕微的抵抗，但第10軍面對敵人堅強的防禦。春川市和洪川郡分別在15日和22日被佔領。攻佔春川市是撕裂者行動最後的主要地面目標。
聯合國軍已從他們開始線向北平均推進30英里（48）。然而，當美國第8軍團佔領了其主要的地面目標時，共產黨部隊及時撤出，再次證明難以達成摧毀中国人民志愿军和其裝備的目標。春川市是中国人民志愿军1個主要的供應中心，在聯合國軍終於佔領之前已是1座空城。到3月底，美軍到達了三八線。

## 附錄
1. ↑  Bercuson（1999年），第92-96页